# NANA (電影)
《NANA》，又譯為《世上的另一個我》，是一部根据日本漫畫家矢泽爱的漫画作品《NANA》所改编而成的同名真人版時裝愛情電影，于2005年9月3日在日本首映，同年11月3日在香港上映，並於11月4日在台湾上映，DVD发行于2006年3月3日。由于漫画版《NANA》的高知名度，使得原著改編的電影獲得極佳的票房反應，并獲得筹拍续集的機會。

## 簡介
電影版的《NANA》是在2005年時，由「NANA製作委員會」根據原著漫畫單行本第一至第五集的內容為藍本，以盡可能忠於原著的方式濃縮拍攝而成。故事的情節大約介於大崎娜娜（中岛美嘉飾）與小松奈奈（宫崎葵飾）兩位女主角首次在新幹線上的邂逅開始，到奈奈因為打工的家飾店即將歇業而失業、並在當晚首次與TrapNest的主要團員見面為止。這部电影在上映後最初4天即获得7.3亿日元的票房收入，整個放映期間有高達300萬人次的觀眾數，總收益則達到40.3億日元，是2005年度日本電影賣座第四名的作品。由於這部電影，歌手出身的女主角中岛美嘉获得藍絲帶賞的最佳女主角和最佳新人提名，并最终获得最佳新人奖，此片也获得了最佳主题奖。
雖然並非歌舞片，但由於《NANA》的原著情節牽涉到流行音樂產業的幕前幕後，因此電影配樂歌曲成為整部影片很重要的要素之一。在參與演出的主要演員中，除了女主角之一的中島美嘉外，飾演TrapNest樂團女主唱芹澤蕾拉的伊藤由奈，實際上也是一位歌手。在情節中存在的虛構樂團Black Stones（黑石）的出道主打歌、同時也是電影主題曲的《Glamorous Sky》（魅惑天空）是由日本知名的彩虹樂團（L'Arc~en~Ciel）主唱HYDE作曲，由漫畫作者矢澤填詞，並由女主角中島美嘉演唱。單曲上市後除了奪下公信榜的銷售冠軍外，也獲得當年日本唱片大賞的特別賞。除了主題曲外，該片的插曲、片中另一個虛構樂團TrapNest的主打歌《Endless Story》（無盡的故事）則是由女配角伊藤由奈演唱，在排行榜上也有非常優秀的成績。而兩位女歌手也因為歌曲的賣座而被邀請參與該年除夕夜的紅白歌唱大賽。

## 演员
- 小松奈奈：宫崎葵（台灣配音：蔣篤慧）
- 大崎娜娜：中岛美嘉（台灣配音：雷碧文）
- 本城莲：松田龍平（台灣配音：劉鵬傑）
- 遠藤章司：平岡祐太（台灣配音：李景唐）
- 一之濑巧：玉山铁二（台灣配音：吳文民）
- 冈崎真一：松山研一（台灣配音：李景唐）
- 寺岛伸夫：成宫寬貴（台灣配音：吳文民）
- 高木泰士：丸山智己（台灣配音：陳旭昇）
- 芹泽蕾拉：伊藤由奈
- 川村幸子：紗榮子（台灣配音：傅其慧）
- 藤枝直樹：水谷百輔（台灣配音：李景唐）
- 早乙女淳子：能世安奈（台灣配音：傅其慧）
- 高倉京助：高山猛久（台灣配音：陳旭昇）
- 佐藤公一：虎牙光輝（台灣配音：劉鵬傑）
- 小松奈津子：宮崎美子（台灣配音：傅其慧）
- 小松奈緒：紺谷三惠子（台灣配音：雷碧文）
- 小松奈美：岡本奈月（台灣配音：蔣篤慧）
- 安藤：村松利史（台灣配音：李景唐）
- 橫井：池田鐵洋（台灣配音：劉鵬傑）
- 水越誠一：鈴木一真（台灣配音：吳文民）
- 坂上小姐：宍戶留美
- 總編輯：Bengaru（ベンガル）（台灣配音：劉鵬傑）

## 主要工作人員
- 导演：大谷健太郎
- 原著：矢泽爱
- 编剧：大谷健太郎、浅野妙子

## 剧情
《NANA》的故事是以小松奈奈與大崎娜娜兩個名字發音同樣都是「NANA」的女孩子作為主軸。其中，奈奈是個為了愛情，追尋一年前至東京就讀美術大學的男友遠藤章司的腳步，而隻身前往東京的女孩。另一方面，娜娜則是一個熱愛搖滾音樂的女孩，曾經在北方的家鄉與朋友們合組一名為Black Stones的龐克搖滾樂團並在當地小有名氣。兩年前樂團中的貝斯手、同時也是娜娜爱人的本城莲因為被另一個樂團TrapNest挖角而離去，樂團也宣告解散。為了闖出自己的未來，娜娜獨自一個人前往東京，並且很巧地在新幹線列車上與奈奈結識。原本以為只是萍水相逢的兩個人在東京車站分道揚鑣後，卻因為意外看上同一間出租公寓而再相遇，並以每月7万日元的代價合力租下了一间號碼為「707」的公寓房子，以室友的身份開始兩人的同居生活。
原本是為了男友而來到東京的奈奈，因為對方移情別戀而失意，但也因為娜娜與重新再組成的Black Stones成員之陪伴，而有了新希望。有天原本就是TrapNest歌迷的奈奈意外地收到參加抽獎而獲得的兩張免費的演唱會前排入場券，並從Black Stones其他團員的口中得知TrapNest成員之一的蓮，曾經與娜娜是一對戀人。為了促成娜娜與蓮的重逢，奈奈力邀娜娜一同至她的家鄉參加演唱會，並順利地在之後讓娜娜與蓮兩人破鏡重圓。但相反的，自己在感情上的挫折，再加上突然被告知失去工作，奈奈陷入前所未有的低潮，卻在回到707號房之後，意外發現娜娜為了感謝她的幫助，特別邀請了TrapNest大部分的團員一同至707號房相聚，而開始了一段新的經歷。

### 與原著漫畫的差異點
- 由伊藤由奈飾演的TrapNest女主唱蕾拉，在整部電影中除了舞台上的歌唱外只有一句台詞，就是她在演唱會結束後回到後台時，為了挖苦因為看到娜娜在台下而發生失誤的蓮，說了一句俗諺：「Even Homer sometimes nods」（人非聖賢，孰能無過），但在原著中並不存在這句對白。
- 在電影中，奈奈是在出版社中打工，但因為工作態度不佳而遭革職，失意的她在當晚返回住處時結識包括一之瀨巧在內的TrapNest部分團員。但在漫畫中，奈奈則是因為工作的復古家飾店「Sabrina」即將歇業而被店長告知失去工作的消息。

## 相关音乐作品
- 《Nana電影原聲帶》
- 中岛美嘉 - Glamorous Sky